# Ofer Szelach
Ofer Szelach (hebr.: עפר שלח, ang.: Ofer Shelah, ur. 9 lutego 1960 w Kirjat Bialik) – izraelski polityk, od 2013 poseł do Knesetu.
W wyborach parlamentarnych w 2013 po raz pierwszy dostał się do izraelskiego parlamentu z listy Jest Przyszłość. W 2015 ponownie zdobył mandat poselski. W wyborach w kwietniu 2019 uzyskał reelekcję z koalicyjnej listy Niebiesko-Biali.